# Naken kvinna med vit scarf
Naken kvinna med vit scarf (franska: Nu à l'écharpe blanche) är en oljemålning av den franske konstnären Henri Matisse. Den är daterad och signerad "Henri Matisse 09" och ingår sedan 1928 i Statens Museum for Kunsts samlingar i Köpenhamn.
Matisse återkom till motivet i Den rosa ateljén och Den röda ateljén (båda 1911) som avbildar hans då nya ateljé i Issy-les-Moulineaux vars väggar pryddes av egna målningar som fortfarande var i hans ägo, däribland Naken kvinna med vit scarf.

## Bildgalleri

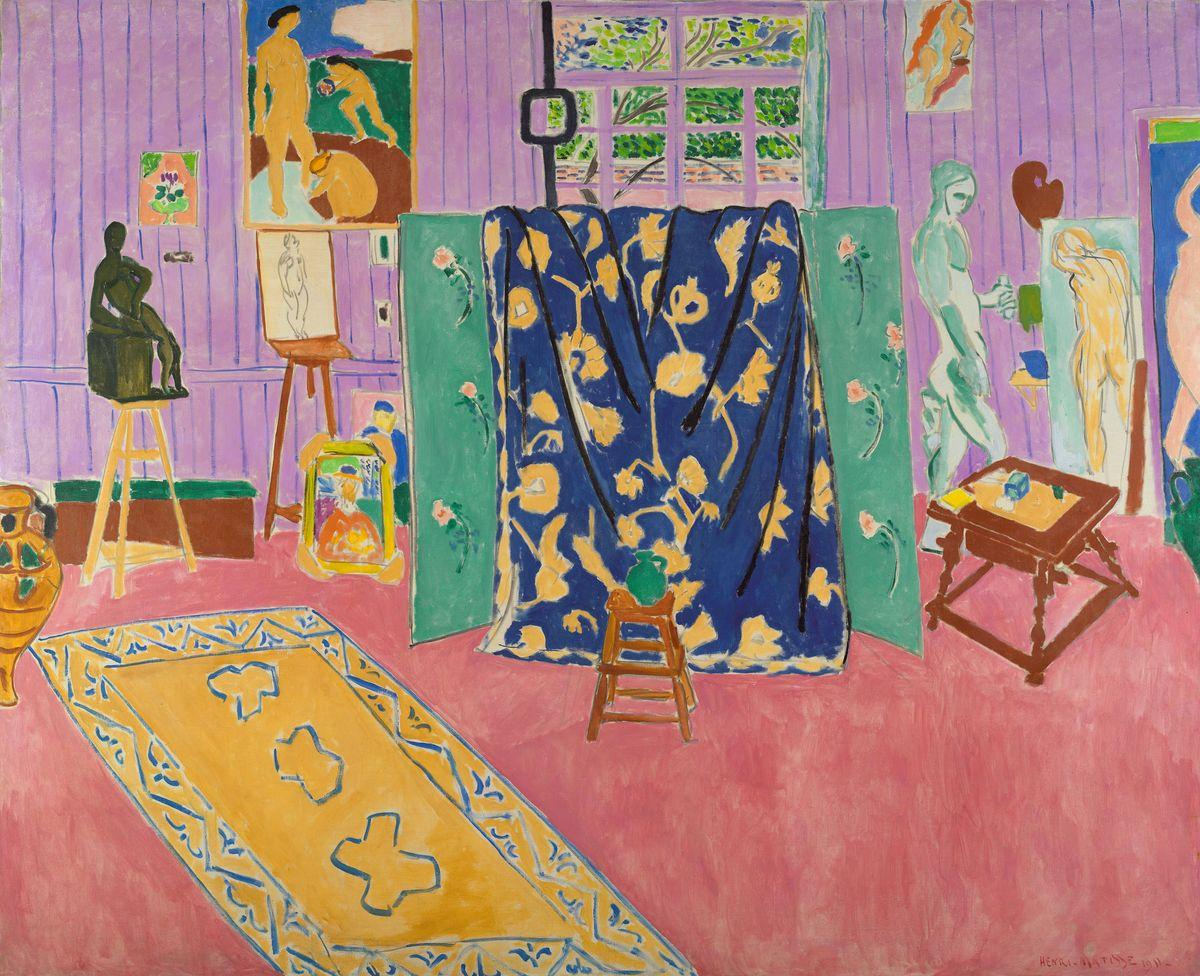
Den rosa ateljén (1911), Pusjkinmuseet.
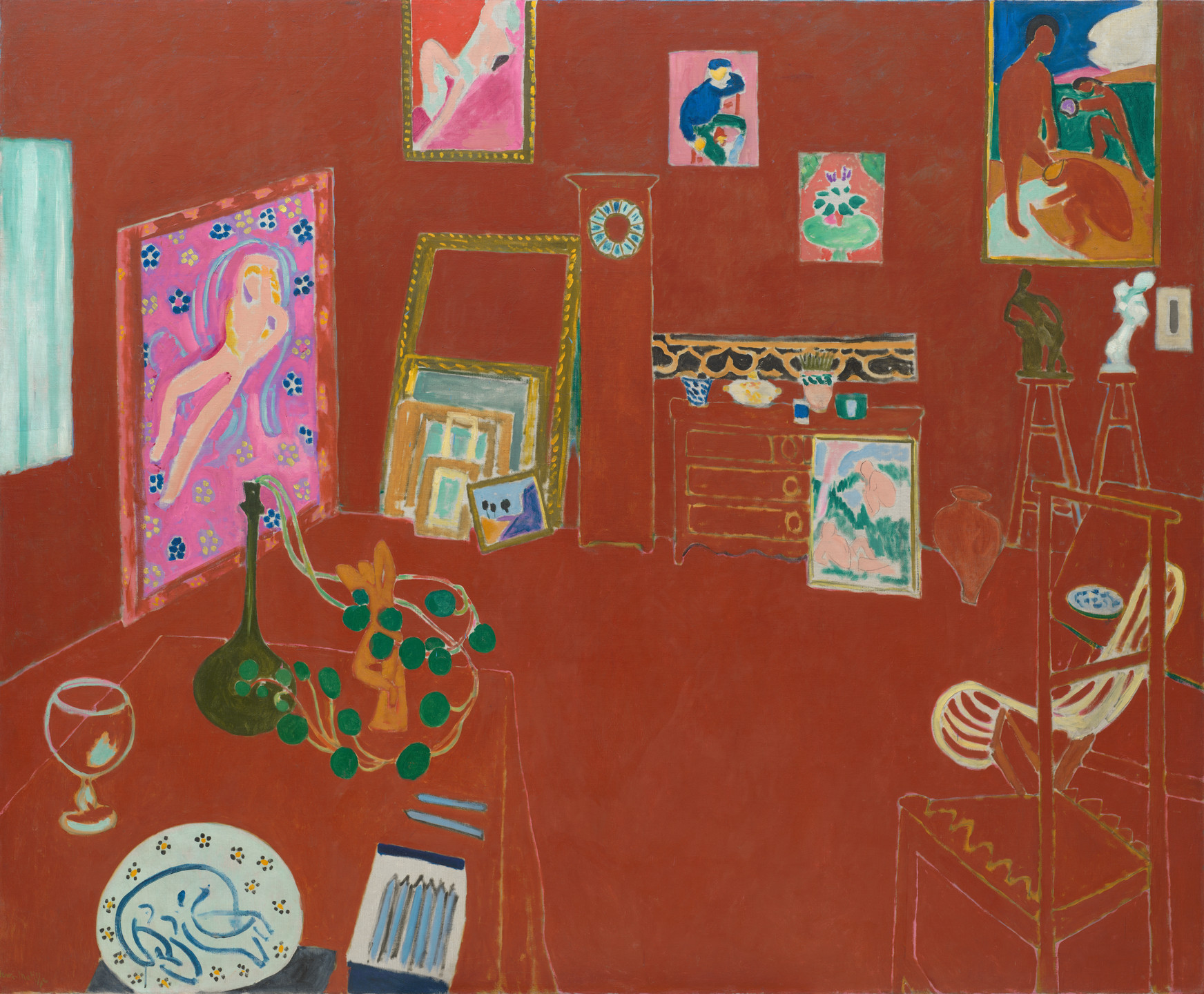
Den röda ateljén (1911), Museum of Modern Art.